# Pygopleurus koniae koniae
Pygopleurus koniae koniae es una subespecie de coleóptero de la familia Glaphyridae.

## Distribución geográfica
Habita en Turquía.